# اکوهیدرولوژی

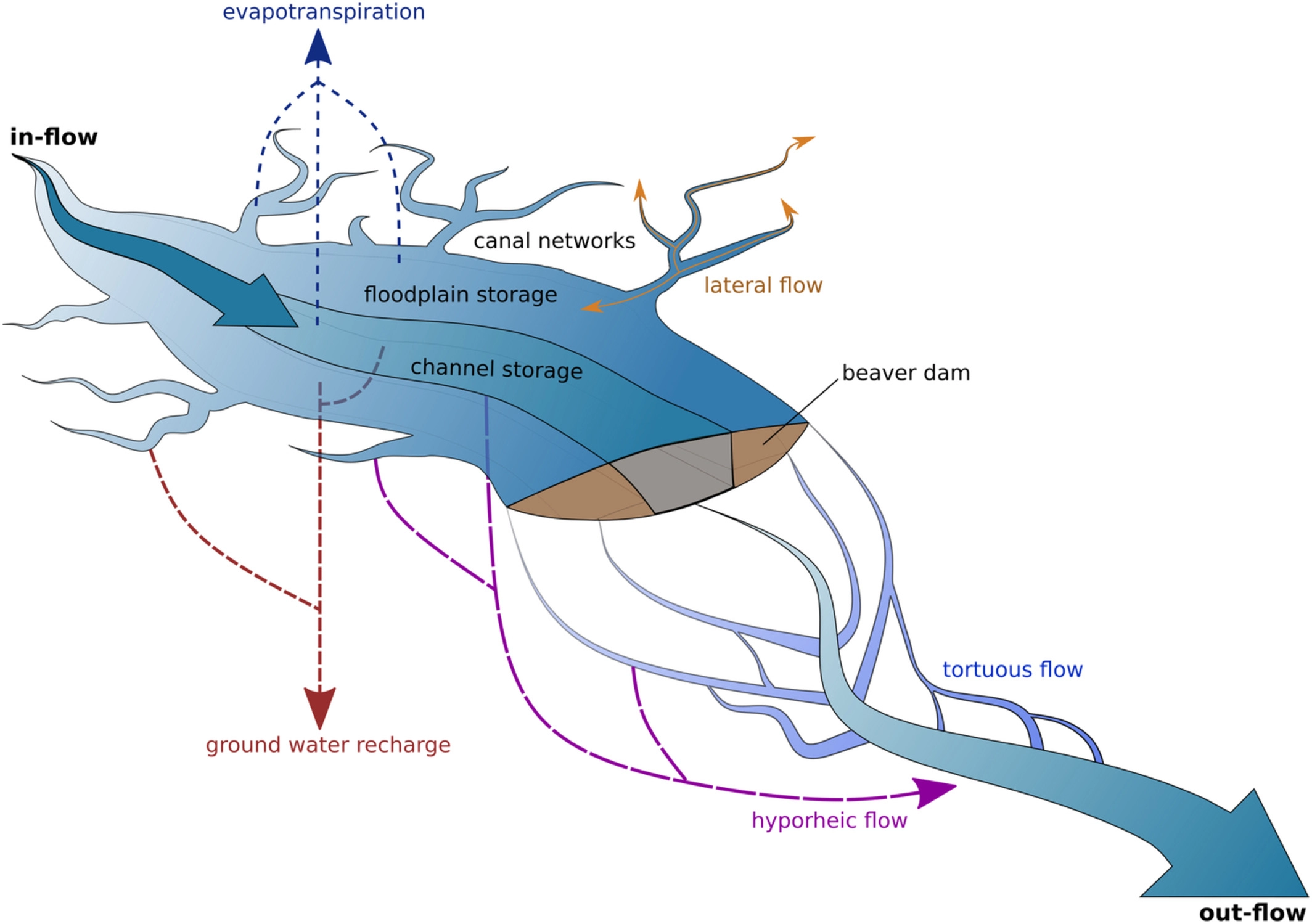
مدل مفهومی که مکانیسم‌های کاهش جریان آب را در یک تالاب بیور با دشت سیلابی نامحدود توصیف می‌کند.

اِکوهیدرولوژی (از یونانی οἶκος، oikos، «خانه (نگه داشتن)»؛ ὕδωρ، hydōr، «آب»؛ و -λογία، -شناسی) یا آب‌شناسی‌بومی یک زمینه علمی بین‌رشته‌ای است که به بررسی تعاملات بین آب و سیستم‌های بوم‌شناختی می‌پردازد. این رشته زیرمجموعه‌ای از آب‌شناسی با تمرکز بوم‌شناسی محسوب می‌شود. این برهم‌کنش‌ها ممکن است در داخل پهنه آبی، مانند رودخانه‌ها و دریاچه‌ها، یا در خشکی، در جنگل‌ها، بیابان‌ها و سایر بوم‌سازگان زمینی رخ دهد. زمینه‌های تحقیقاتی در زمینه آب‌شناسی‌بومی شامل تَرادَمش و استفاده از آب گیاهان، سازگاری موجودات با محیط آبی خود، تأثیر پوشش گیاهی و گیاهان دریابُن بر جریان نهر و عملکرد و بازخورد بین فرآیندهای بوم‌شناختی و چرخه آب‌شناختی است.